# Таміка заїрська
Та́міка заїрська (Cisticola carruthersi) — вид горобцеподібних птахів родини тамікових (Cisticolidae). Мешкає в регіоні Африканських Великих Озер.

## Опис
Верхня частина тіла сірувата, на спині темні смуги. Тім'я і лоб рудувато-коричневі. Горло біле, хвіст темно-сірий з білим кінчиком. Дзьоб довгий, чорний.

## Поширення і екологія
Заїрські таміки живуть на болотах Демократичної Республіки Конго, Руанди, Бурунді, Уганди, Танзанії і Кенії.